# Kodulkovití
Kodulkovití (Mutillidae) je čeleď vos. Především samičky jsou podobné mravencům, i proto mají v angličtině pojmenování velvet ants. Jedná se o parazity jiných druhů žahadlových, ale i některých dalších hmyzích řádů.

## Charakteristika čeledi

### Popis
Kodulky jsou zbarvené obvykle černo-rezavě s bílými skvrnami a velmi připomínají mravence. Některé druhy jsou výrazně červeno-černé či žluto-černé. Samci jsou okřídlení, samice křídla nemají. Sexuální dimorfismus je velmi patrný, samci neodpovídají samicím velikostí, zbarvením ani tělesnými proporcemi. Tělo má velmi pevnou kutikulu a je většinou nápadně a hustě ochlupené. Velikost se pohybuje od 3 do 20 mm.

### Biologie
Dospělci se vyskytují na prosluněných suchých a teplých místech s řídkou vegetací. Samci se živí pylem a nektarem, samice občas také, ale u některých druhů jsou dravé a vysávají hemolymfu jiného hmyzu. Kodulky se vyvíjejí v hnízdech jiných blanokřídlých, zvláště samotářských včel, čmeláků, vos, hrabalek a kutilek, vzácněji pak některých dvoukřídlých, brouků a motýlů. Tato strategie se nazývá ektoparazitismus. Samice putují po zemi a aktivně vyhledávají hnízda hostitelů. Když ho najdou, prohrabou se dovnitř, k čemuž využívají silných předních končetin. Pokud se setkají s hostitelskou samicí či skupinou samic, chovají se velmi agresivně a majitelku či obránce hnízda často zabijí. Takto postupují především velké druhy kodulek (např. kodulka horská). Samice kodulky je rychlá a má velmi dlouhé a účinné žihadlo, kterým dokáže usmrtit například i několik čmeláků za sebou včetně královny. Jinou taktiku mají menší druhy kodulek. Ty se v případě nutnosti nechají vynést původními obyvateli ven z hnízda stočené do kuličky a poté se do něj zkoušejí znovu vstoupit. Samice kodulky dokáže rozpoznat správné stáří larvy hostitele k nakladení vajíčka pomocí speciálních brv na bázi žihadla. Pokud není larva dostatečně velká, samice hnízdo opustí a hledá jiné. Je-li dostatečně velká, kodulka na ní nebo do její blízkosti naklade vajíčko. Jedná-li se o larvu kutilky či hrabalky dochází tak k zajímavé situaci, kdy parazit parazituje na jiném parazitovi. Larva kodulky prodělává krátký vývoj (většinou okolo 10 dnů), během něhož spořádá vnitřní orgány hostitelské larvy, kterou tím zabije a v její komůrce se zakuklí. V hnízdě často přezimuje ve stadiu předkukly a na jaře se vyhrabe ven už jako dospělá. Páření probíhá tak, že samci prudce naletují na samice a po kopulaci s nimi určitou dobu létají v závěsném letu. U některých druhů ale samice vozí samce na zádech.

## Zajímavosti
- Žihadlo zvláště tropických kodulek je velmi silné a na Schmidtově stupnici bolestivosti žihadel má číslo 3 (nejvíce – 4 – mají některé hrabalky a mravenci). U slabých či alergických jedinců může vyvolat závažné zdravotní problémy. Samci žihadlo nemají.
- Jejich pojmenování v angličtině nezní pouze velvet ants (sametoví mravenci, pro jejich zjevnou podobnost s mravenci), nýbrž se jim říká i cow killers, neboť jejich žihadlo má takovou sílu, že je údajně schopné zabít krávu (nepotvrzeno, jde jen o lidové přirovnání).
- Pokud jsou rozrušeny, vydávají kodulky bzučivý zvuk (stridulace), jenž má případné útočníky zastrašit. Pokud ani to nepomůže, jsou schopny vypouštět páchnoucí chemikálie. Tyto chemikálie jsou na bázi ketonů a zřejmě slouží k zahnání mravenců, kteří jsou potenciálními predátory kodulek.

## Taxonomie a rozšíření
Kodulky vytvářejí několik podčeledí, z nichž je v Evropě možno nalézt 7 a v České republice 5. Celkově je na světě asi 230 rodů členěných do zhruba 8 000 druhů. Jsou rozšířeny celosvětově, nejvíce jich však žije v tropických oblastech.

### Přehled podčeledí a části druhů
- Dasylabrinae
- Ephutinae
- Kudakrumiinae
- Mutillinae
  - Artiotilla biguttata (Costa, 1858)
  - Ctenotilla caeca (Radoszkowski, 1880)
  - Dentilla cretica (Nonveiller, 1972)
  - Dentilla curtiventris (Andre, 1901)
  - Dentilla erronea (Andre, 1902)
  - Ephutomma coronata (Lelej, 1976)
  - Ephutomma montarcense (Mercet in Giner, 1944)
  - Macromyrme sinuata (Olivier, 1811)
  - Mutilla europaea (Linnaeus, 1758)
  - Mutilla marginata (Baer, 1848)
  - Mutilla quinquemaculata (Cyrillo, 1787)
  - Nemka viduata (Pallas, 1773)
  - Neotrogaspidia hammeri (Suarez, 1959)
  - Physetopoda cingulata (Costa, 1858)
  - Physetopoda daghestanica (Radoszkowski, 1885)
  - Physetopoda fusculina (Invrea, 1955)
  - Physetopoda halensis (Fabricius, 1787)
  - Physetopoda ligustica (Invrea, 1951)
  - Physetopoda lucasii (Smith, 1855)
  - Physetopoda mendizabali (Suarez, 1956)
  - Physetopoda punctata (Latreille, 1792)
  - Physetopoda pusilla (Klug, 1835)
  - Physetopoda rufosquamulata (Andre, 1903)
  - Physetopoda scutellaris (Latreille, 1792)
  - Physetopoda sericeiceps (Andre, 1901)
  - Physetopoda similis (Lelej, 1984)
  - Physetopoda trioma (Invrea, 1955)
  - Physetopoda turgajensis (Lelej, 1984)
  - Ronisia barbara (Linnaeus, 1758)
  - Ronisia barbarula (Petersen, 1988)
  - Ronisia brutia brutia (Petagna, 1787)
  - Ronisia brutia minoensis Nonveiller, 1972
  - Ronisia brutia valca (Petersen, 1988)
  - Ronisia brutia (Petagna, 1787)
  - Ronisia ghilianii (Spinola, 1843)
  - Ronisia marocana (Olivier, 1811)
  - Skorikovia pliginskiji (Lelej, 1984)
  - Smicromyrme agusii (Costa, 1884)
  - Smicromyrme ausonia (Invrea, 1950)
  - Smicromyrme balianii (Invrea, 1932)
  - Smicromyrme borceai (Nagy, 1968)
  - Smicromyrme castrensis (Invrea, 1954)
  - Smicromyrme ceballosi (Suarez, 1959)
  - Smicromyrme coracina (Lelej, 1985)
  - Smicromyrme cristinae (Lo Cascio, 2000)
  - Smicromyrme esterina (Pagliano, 1983)
  - Smicromyrme fasciaticollis (Spinola, 1843)
  - Smicromyrme ferdinandi (Invrea, 1952
  - Smicromyrme inerma (Schwartz, 1984)
  - Smicromyrme ingauna (Invrea, 1958)
  - Smicromyrme lampedusia (Invrea, 1957)
  - Smicromyrme matritensis (Mercet, 1905)
  - Smicromyrme mauromoustakisi Invrea, 1940
  - Smicromyrme melanolepis (Costa, 1884)
  - Smicromyrme merceti (Andre, 1903)
  - Smicromyrme metanotalis (Andre, 1902)
  - Smicromyrme novaki (Invrea, 1954)
  - Smicromyrme nuptura (Mercet, 1905)
  - Smicromyrme opistomelas (Invrea, 1950)
  - Smicromyrme partita (Klug, 1835)
  - Smicromyrme perisii (Sichel & Radoszkowski, 1870)
  - Smicromyrme plantouriana Schwartz, 1986
  - Smicromyrme pouzdranensis Hoffer, 1936
  - Smicromyrme pseudoorientalis Nonveiller, 1979
  - Smicromyrme pulawskii Suarez, 1975
  - Smicromyrme riparia Nagy, 1966
  - Smicromyrme ruficollis (Fabricius, 1793)
  - Smicromyrme rufipes (Fabricius, 1787)
  - Smicromyrme schwarzi Suarez, 1975
  - Smicromyrme serta (Radoszkowski, 1885)
  - Smicromyrme sicana (De Stefani, 1887)
  - Smicromyrme stepposa Lelej, 1984
  - Smicromyrme suberrata Invrea, 1957
  - Smicromyrme sulcisia Invrea, 1955
  - Smicromyrme terricola Nagy, 1972
  - Smicromyrme triangularis (Radoszkowski, 1865)
  - Smicromyrme trinotata (Costa, 1858)
  - Smicromyrme tristis Lelej, 1984
  - Smicromyrme tumidula Nagy, 1972
  - Smicromyrme turanica (F. Morawitz, 1893)
  - Smicromyrme verhoeffi Suarez, 1959
  - Smicromyrme viktorovi Lelej, 1984
  - Smicromyrme vladani Nonveiller, 1972
  - Trogaspidia catanensis (Rossi, 1794)
  - Tropidotilla cypriadis Invrea, 1940
  - Tropidotilla litoralis (Petagna, 1787)
  - Tropidotilla sareptana (Andre, 1901)
  - Tropidotilla vulnericeps (Costa, 1860)

- Myrmillinae
  - Blakeius bipunctatus (Latreille, 1792)
  - Blakeius chiesii (Spinola, 1838)
  - Blakeius invreai (Suarez, 1958)
  - Blakeius leopoldinus (Invrea, 1955)
  - Blakeius ortisi (Suarez, 1954)
  - Liomutilla canariensis Andre, 1907
  - Myrmilla anopla Skorikov, 1927
  - Myrmilla calva (Villers, 1789)
  - Myrmilla caucasica (Kolenati, 1846)
  - Myrmilla corniculata (Sichel & Radoszkowski, 1869)
  - Myrmilla corniculatina Skorikov, 1927
  - Myrmilla erythrocephala (Latreille, 1792)
  - Myrmilla labecua Nagy, 1968
  - Myrmilla lezginica (Radoszkowski, 1885)
  - Myrmilla macrura Nagy, 1968
  - Myrmilla mutica (Andre, 1903)
  - Myrmilla capitata (Lucas, 1849)
  - Myrmilla glabrata (Fabricius, 1775)
  - Myrmilla mavromoustakisi Hammer, 1950
  - Myrmilla skorikovi Lelej, 1985
  - Myrmilla troodosica Hammer, 1950
  - Myrmilla vutshetitshi Skorikov, 1927
  - Platymyrmilla quinquefasciata (Olivier, 1811)
  - Sigilla dorsata (Fabricius, 1798)

- Myrmosinae (mravenky)
  - Krombeinella aterrima (Suarez, 1959)
  - Krombeinella baetica Suarez, 1981
  - Krombeinella beaumonti (Invrea, 1952)
  - Krombeinella longicollis (Tournier, 1889)
  - Krombeinella nigriceps (S. Saunders, 1850)
  - Krombeinella obscuripes (Tournier, 1889)
  - Krombeinella spinolae (Lepeletier, 1845)
  - Krombeinella thoracica (Fabricius, 1793)
  - Krombeinella thracia (Suarez, 1963)
  - Krombeinella wolfi (Invrea, 1963)
  - Myrmosa atra Panzer, 1801
  - Myrmosa moesica Suarez, 1981
  - Paramyrmosa brunnipes (Lepeletier, 1845)
  - Paramyrmosa hispanica Suarez, 1980
  - Pseudomyrmosa minuta (F. Morawitz, 1894)

- Pseudophotopsidinae
  - Pseudophotopsis armeniaca (Skorikov, 1935)
  - Pseudophotopsis caucasica (Radoszkowski, 1885)
  - Pseudophotopsis obliterata (Smith, 1855)
  - Pseudophotopsis syriaca (Andre, 1900)

- Sphaeropthalminae
  - Cystomutilla ruficeps (Smith, 1855)
  - Dasylabris adversa Skorikov, 1935
  - Dasylabris angelae Suarez, 1959
  - Dasylabris atrata (Linnaeus, 1767)
  - Dasylabris biblica Invrea, 1950
  - Dasylabris bicolor (Pallas, 1771)
  - Dasylabris canariensis Suarez, 1970
  - Dasylabris egregia (Klug, 1835)
  - Dasylabris iberica Giner, 1942
  - Dasylabris lugubris (Fabricius, 1804)
  - Dasylabris manderstiernii (Radoszkowski, 1865)
  - Dasylabris maura (Linnaeus, 1758)
  - Dasylabris miogramma Skorikov, 1935
  - Dasylabris regalis (Fabricius, 1793)
  - Dasylabris scutila Skorikov, 1935
  - Stenomutilla argentata (Villers, 1789)
  - Stenomutilla bicornuta Nonveiller, 1994
  - Stenomutilla bizonata (Smith, 1856)
  - Stenomutilla collaris (Fabricius, 1787)
  - Stenomutilla hottentotta (Fabricius, 1804)

- Ticoplinae
  - Nanomutilla nada Argaman, 1988
  - Nanomutilla vaucheri (Tournier, 1895)
  - Smicromyrmilla ariasi (Andre, 1896)
  - Smicromyrmilla miranda Nonveiller & Gros, 1996

## Galerie

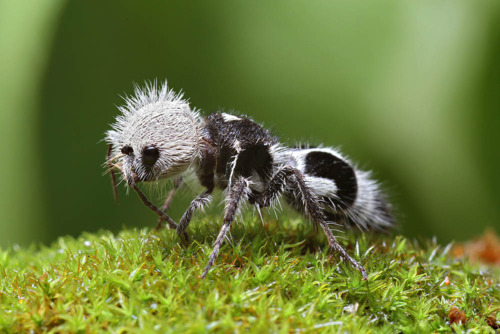
Kodulka druhu Euspinolia militaris svým zbarvením velmi připomíná pandu velkou, v angličtině se jí proto říká panda ant
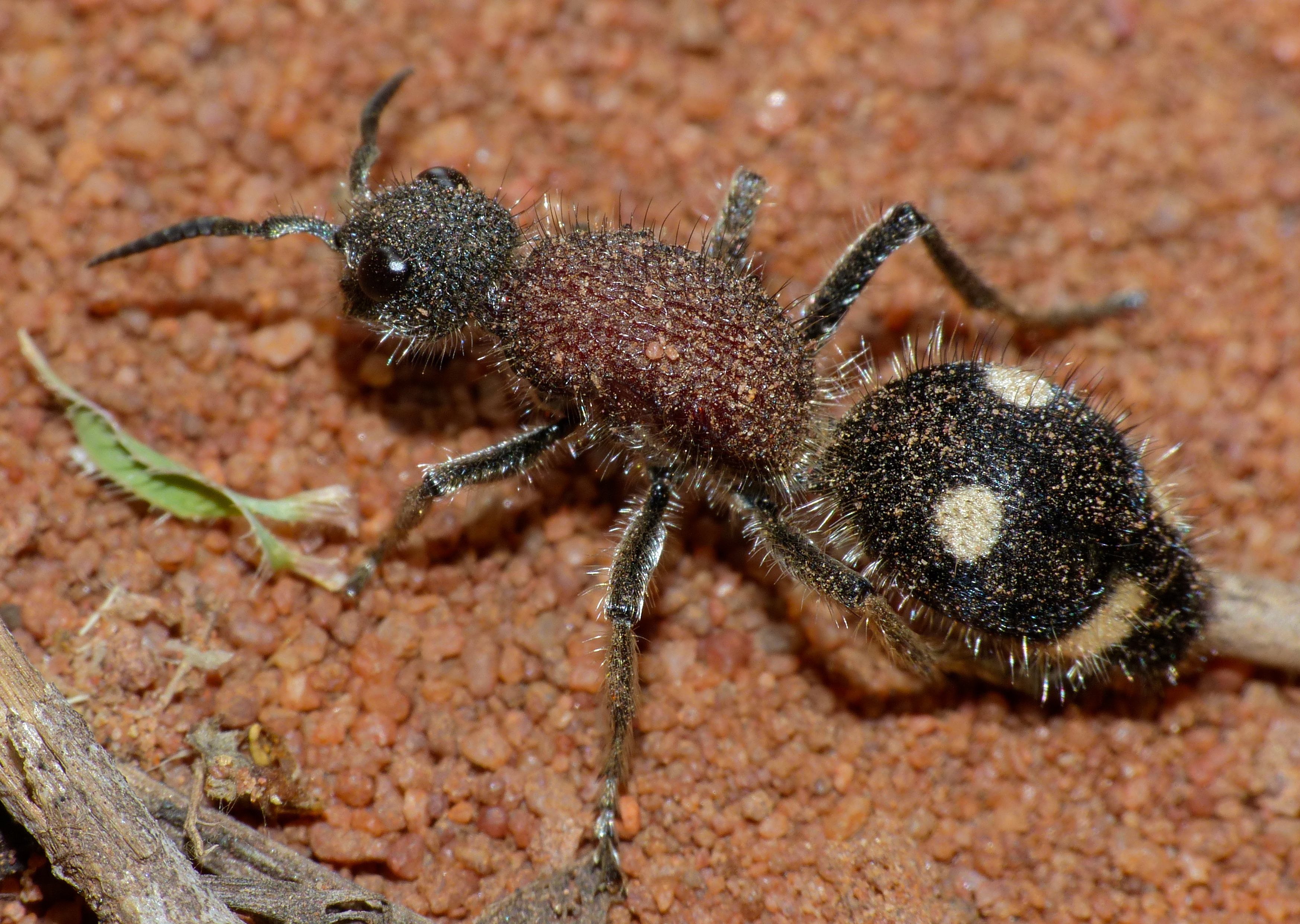
Druh Dolichomutilla sycorax z jižní Afriky
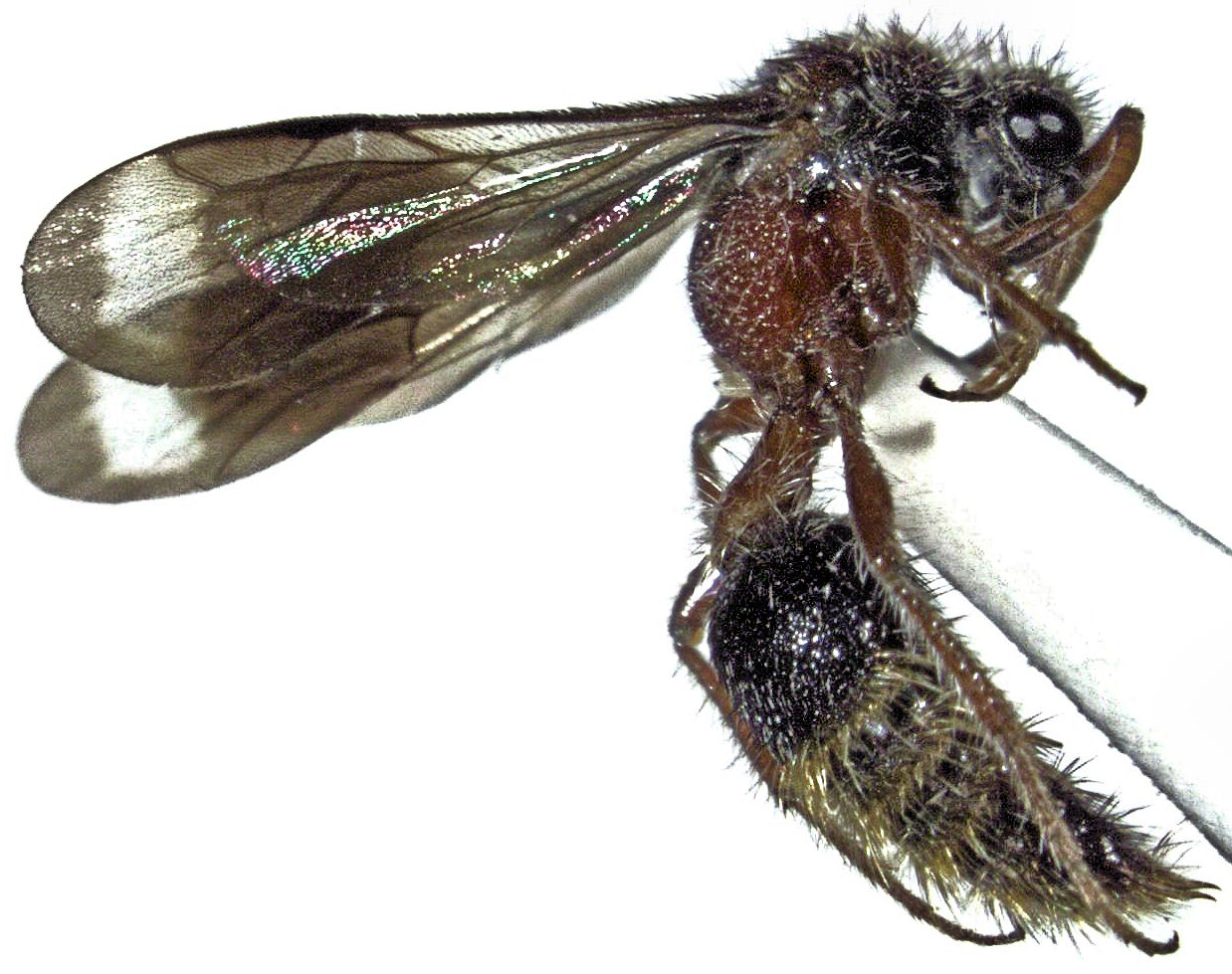
Samec kodulky Ephutomorpha bivulnerata z Nového Zélandu
- Kodulka písečná (Nemka viduata) hledá hostitelské hnízdo (video)
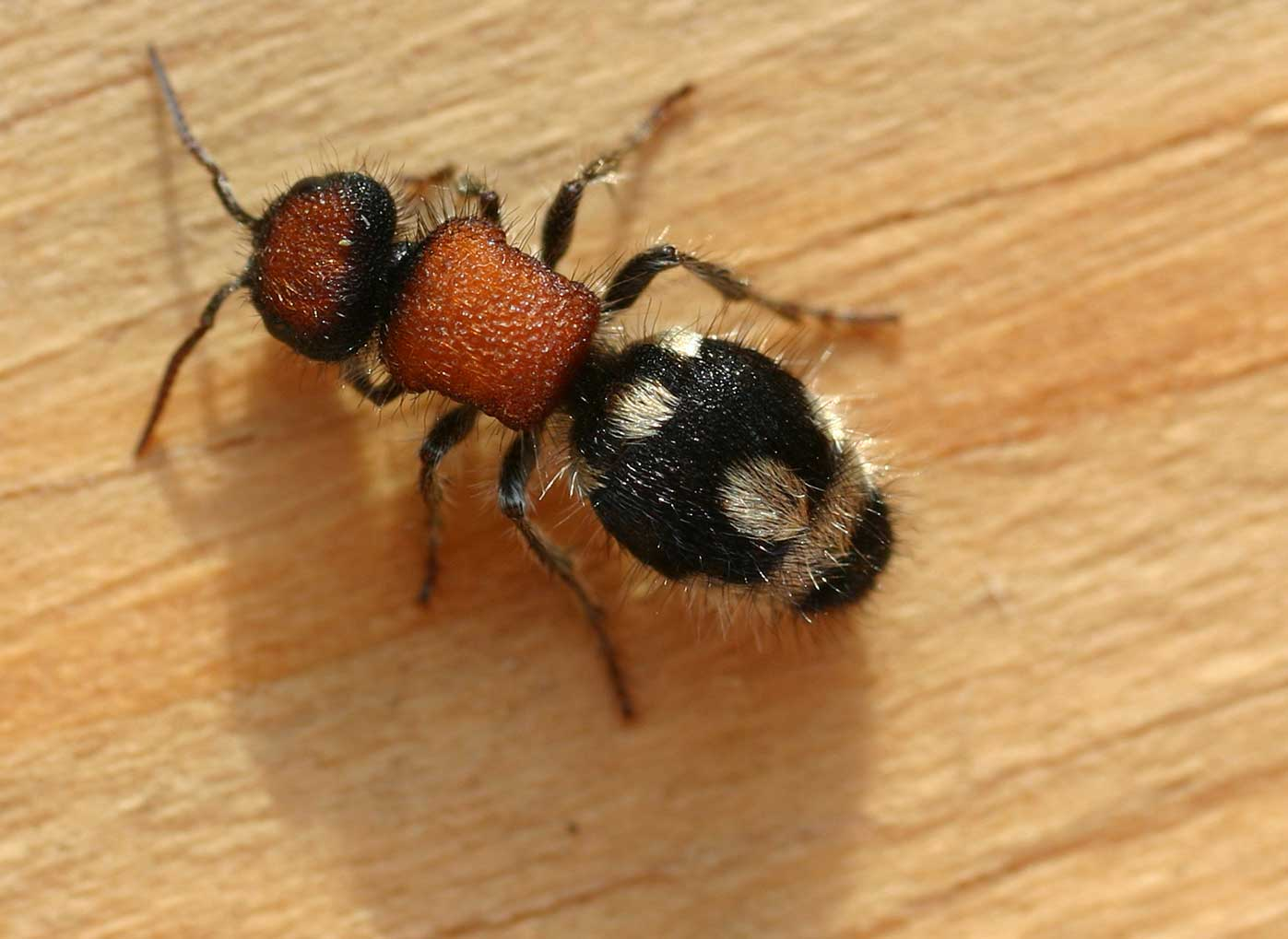
Samice kodulky Ronisia barbara
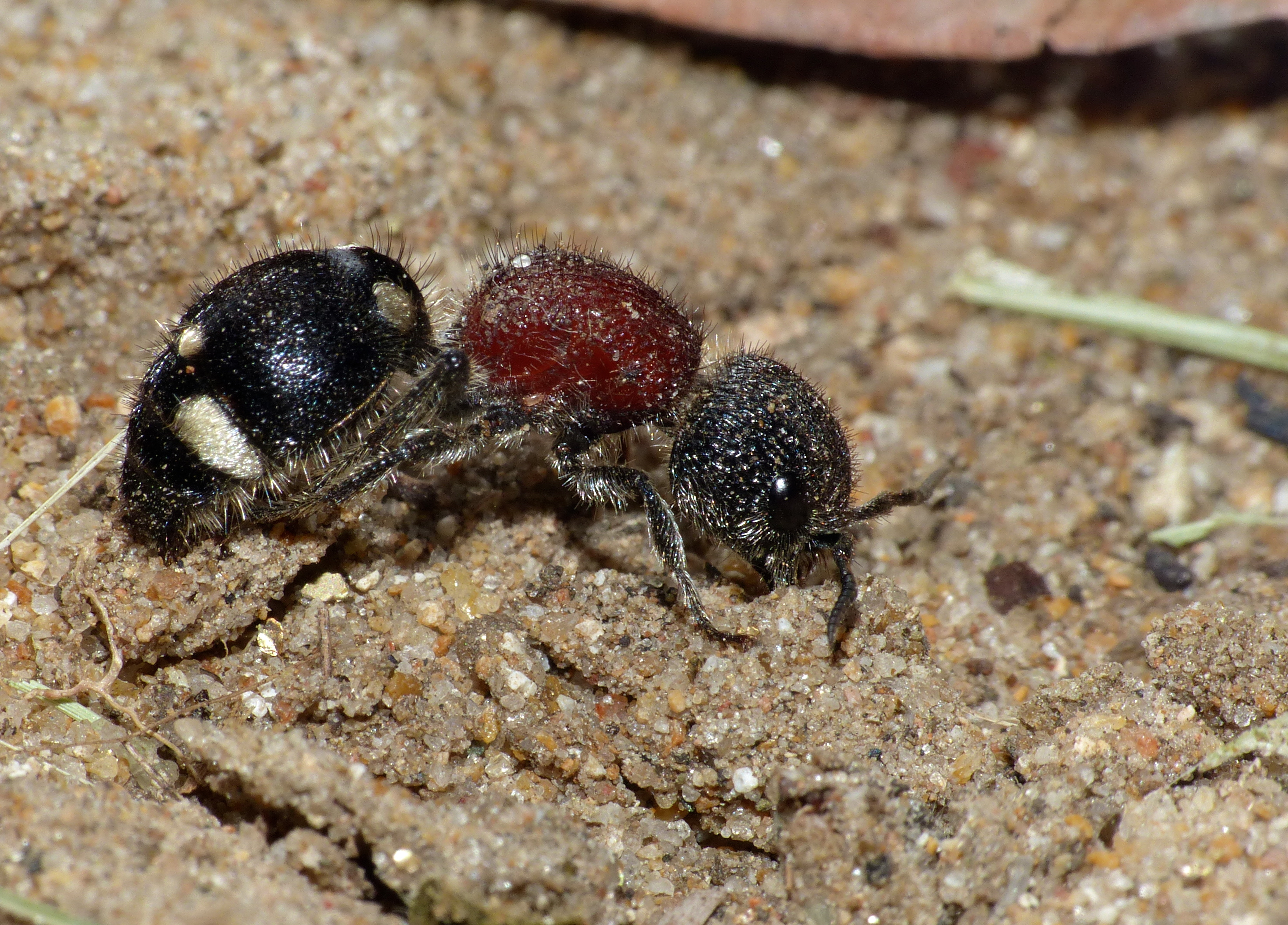
Samice druhu Mutilla astarte
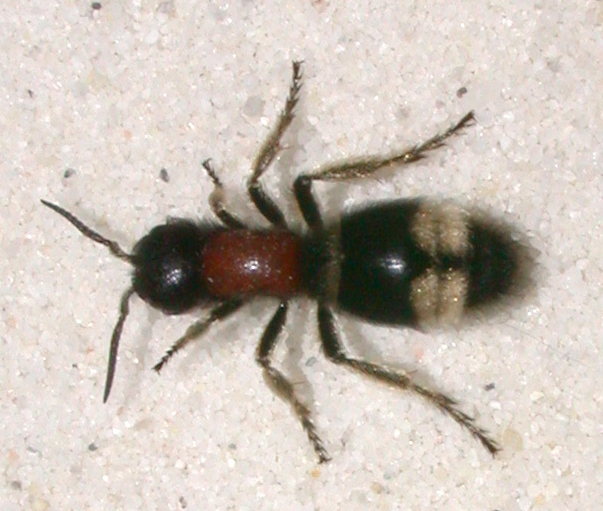
Kodulka horská (Mutilla marginata) patří mezi největší české kodulky
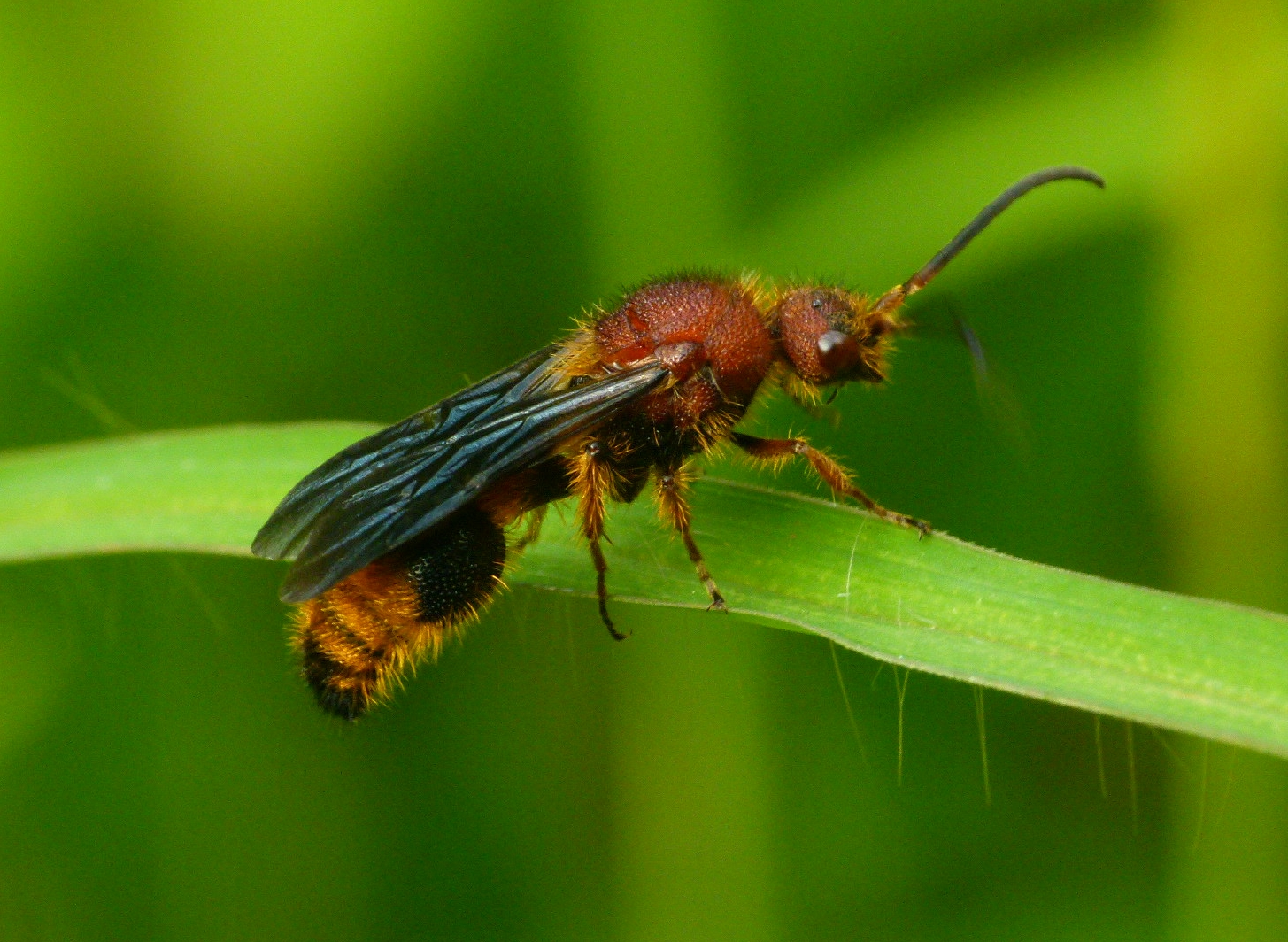
Samec neznámého druhu z Indie (Goa)
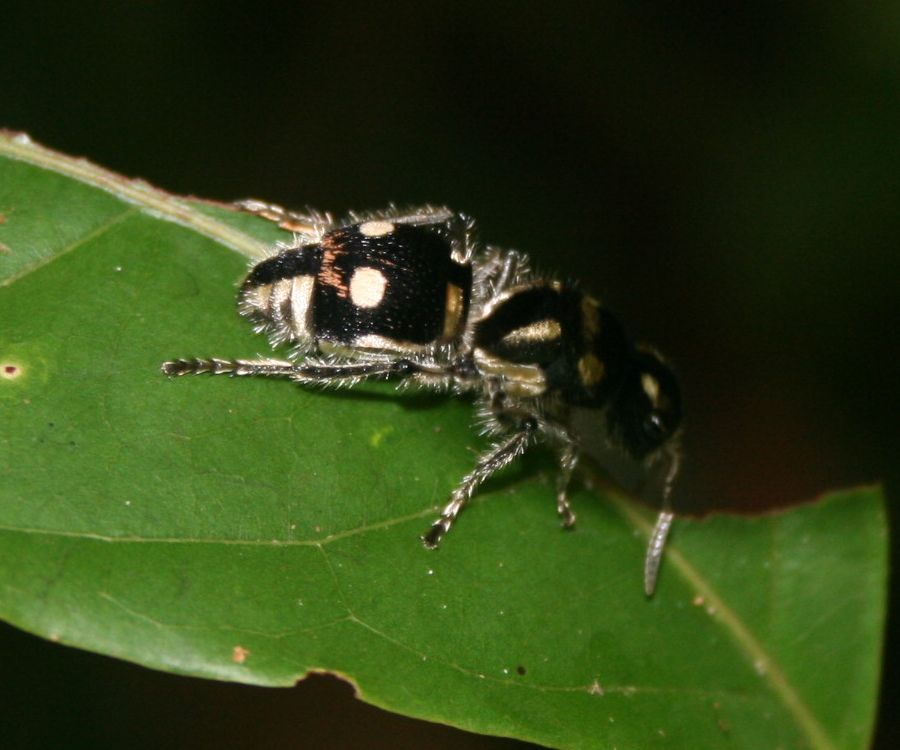
Samice zřejmě rodu Hoplomutilla z Kostariky
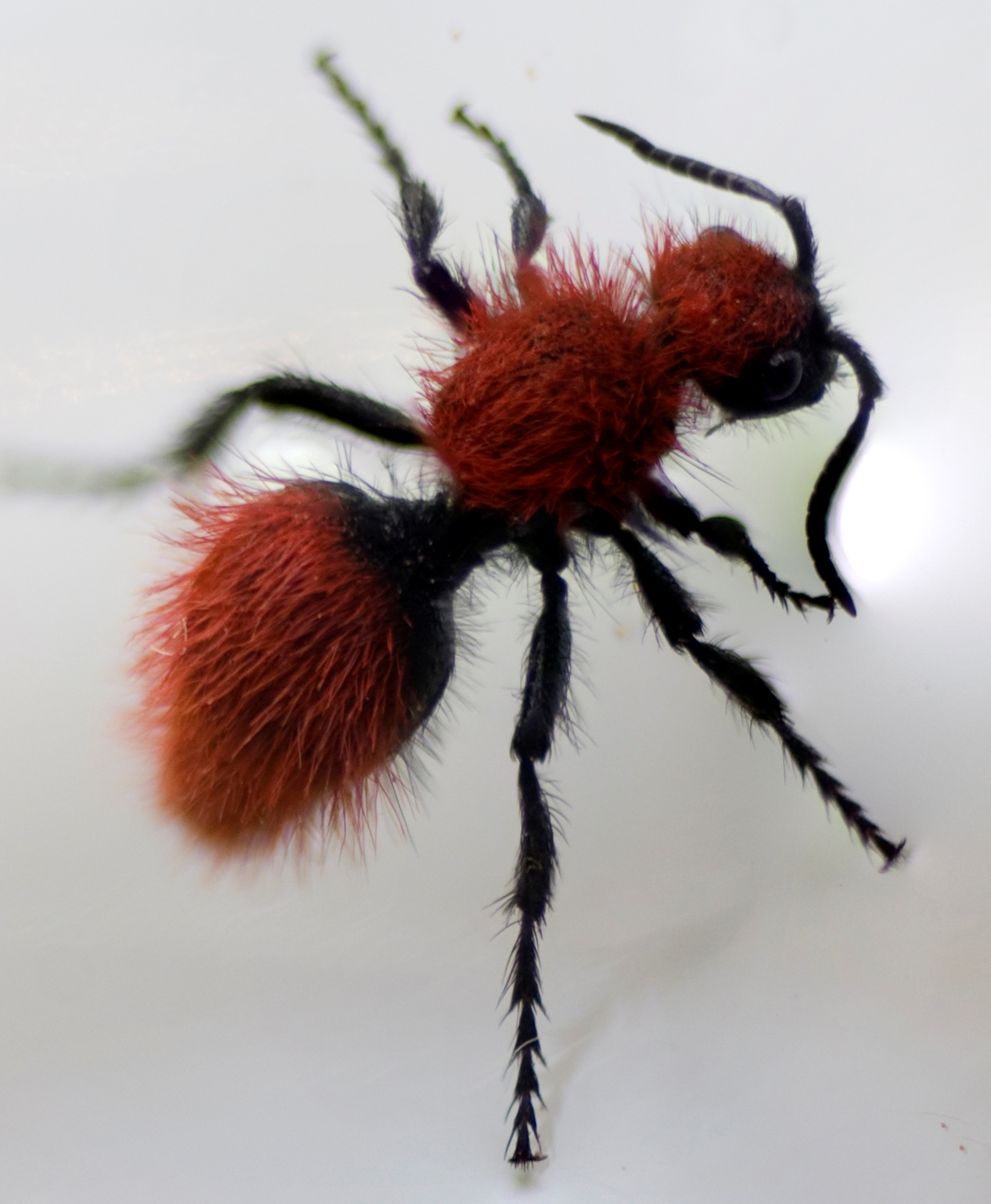
Samice neznámého druhu z Arizony (Tuba City)
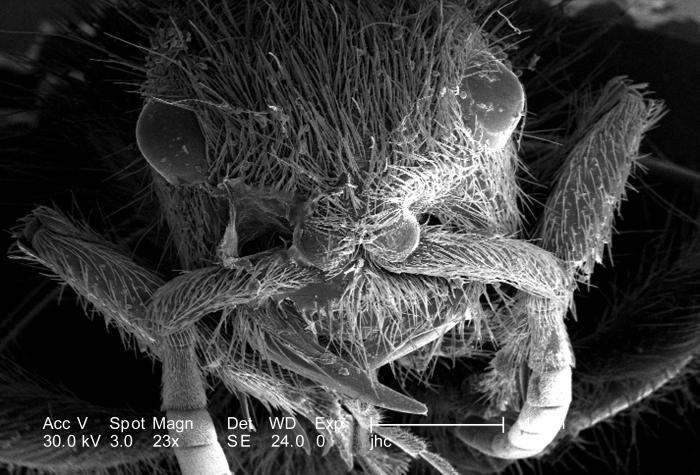
Detail hlavy samičky z rodu Dasymutilla zaznamenaný elektronovým mikroskopem
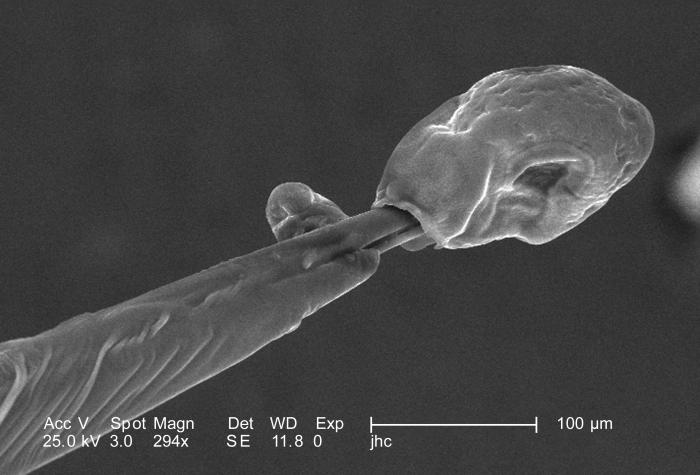
Elektronovým mikroskopem zvětšený konec žihadla kodulky rodu Dasymutilla chráněný „obalem“
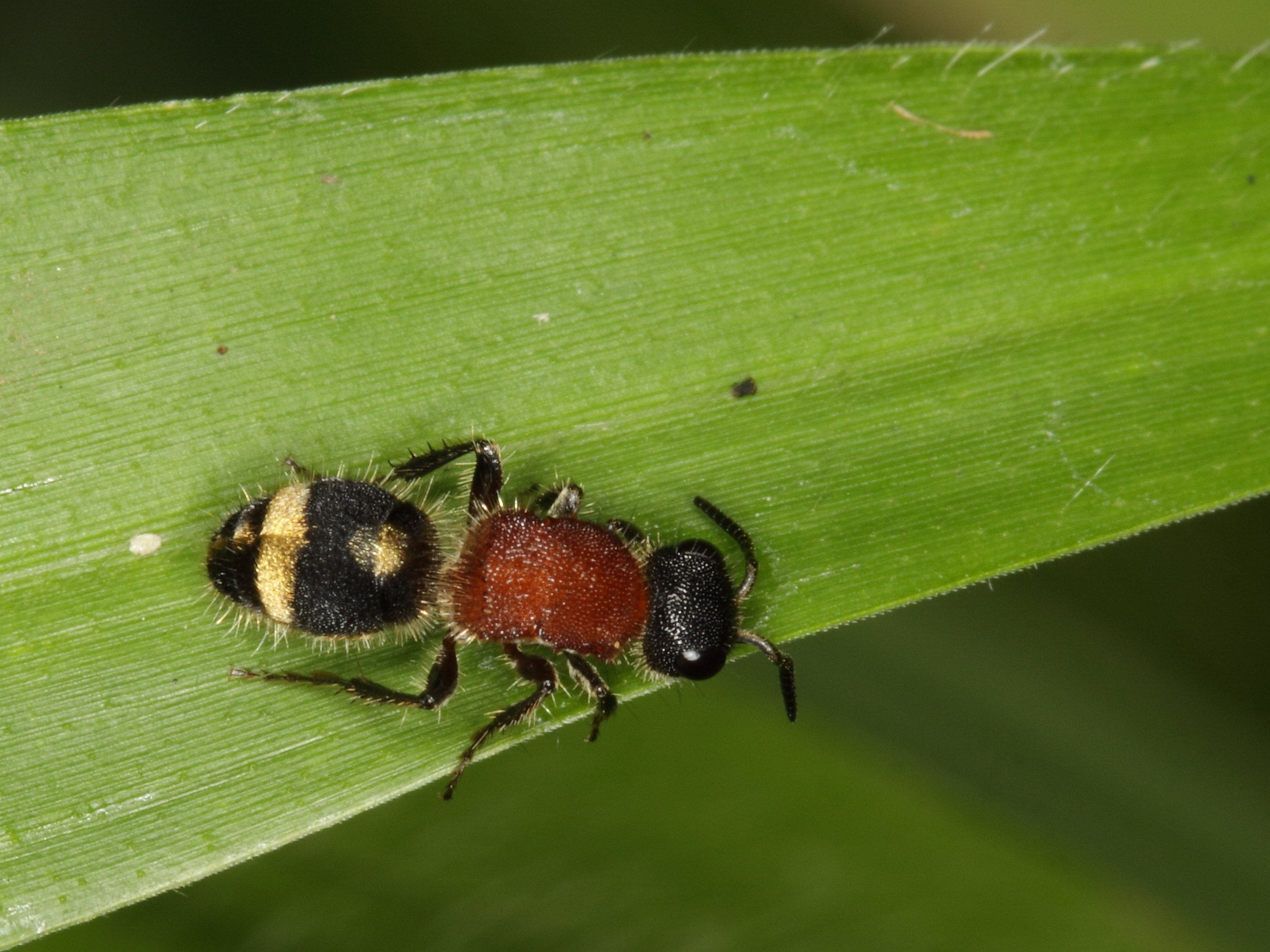
Samice neznámého druhu z Jávy